# Kristian Nairn
Kristian Nairn (1975. november 25.) ír lemezlovas és színész.
Világhírnévre a HBO 2011-ben indult Trónok harca című sorozatával tett szert, melyben 2011 és 2016 között az együgyű Hodort alakította.

## Filmográfia

### Film
| Év   | Cím                                                        | Szerep   | Megjegyzések             |
| ---- | ---------------------------------------------------------- | -------- | ------------------------ |
| 2014 | Our Gay Wedding                                            | önmaga   |                          |
| 2014 | Treasure Trapped                                           | önmaga   | dokumentumfilm           |
| 2015 | The Four Warriors                                          | Baliphar |                          |
| 2016 | Mythica 5. – Elátkozott szövetség (Mythica: The Godslayer) | Tek      | magyar hangja Vass Gábor |
| 2018 | The Appearance                                             | Johnny   |                          |
| 2018 | Robin Hood The Rebellion                                   | Thomas   |                          |
| 2023 | Unwelcome                                                  | Eoin     |                          |

### Televízió
| Év        | Magyar cím               | Eredeti cím                  | Szerep          | Megjegyzések                             |
| --------- | ------------------------ | ---------------------------- | --------------- | ---------------------------------------- |
| 2011–2016 | Trónok harca             | Game of Thrones              | Hodor           | 23 epizód magyar hangja Garamszegi Gábor |
| 2012–2013 |                          | Ripper Street                | Barnaby Silver  | 2 epizód                                 |
| 2013      |                          | Chronicles of Comic Con      | önmaga          | 1 epizód                                 |
| 2014      |                          | The Wil Wheaton Project      | önmaga / Hodor  | 1 epizód                                 |
| 2018      |                          | The Sidemen Show             | önmaga          | 1 epizód                                 |
| 2018      | Az újonc                 | The Rookie                   | Wallace         | 1 epizód                                 |
| 2021      |                          | The Boulet Brothers' Dragula | önmaga          | 1 epizód                                 |
| 2022–2023 | A zászlónk halált jelent | Our Flag Means Death         | Wee John Feeney | főszereplő magyar hangja Faragó András   |